# Malatíny
Malatíny é um município da Eslováquia, situado no distrito de Liptovský Mikuláš, na região de Žilina. Tem 4,18 km² de área e sua população em 2018 foi estimada em 237 habitantes.

## Demografia
| Ano:        | 1994 | 2004   | 2014    | 2024    |
| ----------- | ---- | ------ | ------- | ------- |
| Broj ljudi: | 162  | 149    | 201     | 259     |
| Razlika:    |      | -8,02% | +34,89% | +28,85% |

| Ano:               | 2023 | 2024 |
| ------------------ | ---- | ---- |
| Número de pessoas: | 259  | 259  |
| Diferença:         |      | +0%  |